# US Milanese
US Milanese – włoski klub piłkarski, mający swoją siedzibę w mieście Mediolan, na północy kraju.

## Historia
Chronologia nazw:
- 1902: Unione Sportiva Milanese
- 1928: klub rozwiązano – po fuzji z Interem
- 1945: Unione Sportiva Milanese
- 1946: klub rozwiązano

Piłkarski klub Unione Sportiva Milanese został założony w Mediolanie 16 stycznia 1902 roku przez grupę młodych przyjaciół grających w karty i bilard w Caffè Verdi a Porta Nuova. Najpierw była utworzona sekcja kolarstwa, a w 1903 sekcja piłki nożnej. W sezonie 1905 zespół startował w rozgrywkach Prima Categoria. Najpierw w eliminacjach Lombardii wygrał z A.C. Milanem, a potem w rundzie finałowej zdobył brązowe medale mistrzostw Włoch. W następnym sezonie znów w eliminacjach Lombardii spotkał się z Milanem, ale tym razem przegrał. W 1907 po raz kolejny nie potrafił pokonać w eliminacjach Milan, dopiero w 1908 po rezygnacji Milanu zakwalifikował się do rundy finałowej, w której zdobył wicemistrzostwo kraju. W 1909 najpierw w eliminacjach zwyciężył w grupie z Milanem i Interem, a potem w półfinale wygrał z Venezią, jednak ustąpił w finale z Pro Vercelli.
Od sezonu 1909/10 rozgrywki w Prima Categoria były prowadzone systemem ligowym. Spośród 10 drużyn klub rozdzielił 6.miejsce z lokalnym rywalem A.C. Milan. W kolejnych sezonach był na 7, 9, 5 i 4 pozycjach w Prima Categoria. W sezonie 1914/15 najpierw zajął trzecie miejsce w grupie D i nie zakwalifikował się do rundy półfinałowej Mistrzostw Włoch. Podczas I wojny światowej mistrzostwa zostały wstrzymane, klub brał udział w sezonie 1915/16 w rozgrywkach Coppa Federale, w których zajął 2.miejsce w grupie A. W następnym sezonie był czwartym w rundzie finałowej Coppa Lombardia. W 1919 ponownie startowały mistrzostwa Włoch. W sezonie 1919/20 klub zakończył rozgrywki na drugim miejscu w grupie B rundy półfinałowej. W następnym sezonie znów zakwalifikował się do rundy półfinałowej, w którym był czwartym w grupie B. Sezon 1921/22 zakończył na 8.miejscu w Prima Divisione Nord CCI. W sezonie 1922/23 zajął 10.miejsce w grupie C Prima Divisione Nord i został oddelegowany do Seconda Divisione. W drugiej lidze był kolejno na 6, 4 i 5 pozycjach w grupach Seconda Divisione Nord. W 1926 po reorganizacji systemu lig druga liga otrzymała nazwę Prima Divisione. W sezonie 1926/27 zajął 5.miejsce w grupie A Prima Divisione Nord. Sezon 1927/28 zakończył na 3.pozycji w grupie B Prima Divisione Nord. Jednak pod koniec lata 1928 reżim faszystowski postanowił wymusić na US Milanese przyłączenia się do Interu w celu utworzenia Ambrosiana-Inter, aby zwolnić miejsce w najwyższej klasie dla Fiumana. Nazwa klubu pochodziła od świętego Ambrożego – byłego biskupa i patrona Mediolanu.
Dopiero w 1945 roku klub przywrócił działalność. W sezonie 1945/46 startował w lokalnym campionato milanese della Sezione Propaganda. Po zakończeniu sezonu został rozwiązany.

## Sukcesy

### Trofea międzynarodowe
Nie uczestniczył w rozgrywkach europejskich (stan na 31-12-2016).

### Trofea krajowe
| \| \| Zdobyte trofea w rozgrywkach Włoch (stan na: 31-05-2017) \| |                                                          |      |            |
| Rozgrywki                                                         | Osiągnięcie                                              | Razy | Sezon(y)   |
| · Mistrzostwo                                                     | I miejsce                                                | 0    |            |
| · Mistrzostwo                                                     | II miejsce                                               | 2    | 1908, 1909 |
| · Mistrzostwo                                                     | III miejsce                                              | 1    | 1905       |
| · Puchar                                                          | zdobywca                                                 | 0    |            |
| · Puchar                                                          | finalista                                                | 0    |            |
| · Puchar                                                          | 1/32 finału                                              | 1    | 1926/27    |
| II liga                                                           | I miejsce                                                | 0    |            |
| II liga                                                           | II miejsce                                               | 0    |            |
| II liga                                                           | III miejsce                                              | 0    |            |
| Włochy                                                            | Zdobyte trofea w rozgrywkach Włoch (stan na: 31-05-2017) |      |            |

## Stadion
Klub rozgrywał swoje mecze domowe na stadionie via Comasina w Mediolanie. Również występował na boisku Cascina Mojetta oraz via Stelvio.